# Apsarasa praslini
Apsarasa praslini là một loài bướm đêm thuộc họ Noctuidae. Loài này có ở tây nam châu Á, từ Moluccas eastward.

## Hình ảnh

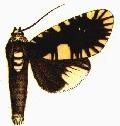